# Wenanty Nosul
Wenanty Nosul (ur. 28 czerwca 1949) – polski aktor filmowy i telewizyjny, reżyser i scenarzysta.

## Życiorys
Urodził się na terenach obecnej Białorusi, do Polski przybył w 1957 roku jako repatriant. W latach 1979-1995 przebywał w Australii. Tam studiował aktorstwo w Sydney Acting School i Drama Studio, prowadził restaurację oraz występował w teatrze Auto Da Fe, prowadzonym przez Lecha Mackiewicza.
Wystąpił w czterech spektaklach Teatru Telewizji (1999-2007). Grał również w Teatrze Dramatycznym im. Aleksandra Węgierki w Białymstoku (2010) oraz na scenach stołecznych: Teatrze na Bielanach, Teatrze Kropka Theatre (2011) oraz Teatrze Imka (2012).
W 2000 roku otrzymał nagrodę "Wielkiego FeFe" "za żelazną konsekwencję w realizacji filmowych celów" na Fefe Film Festiwal w Skierniewicach.

## Filmografia

### Role - filmy fabularne
- Krok (1997) - colonel
- Kochaj i rób co chcesz (1997) - "Szwed"
- Biały kruk (1998) - Walter
- Prawdziwa historia (1998) - Robert
- 4 w 1 (1999) - Luka Mortywój
- Gunblast Vodka (Córka konsula) (2000)
- Tam, gdzie żyją Eskimosi (2000) - brat staruszka w bibliotece
- Powstanie (2001)
- To tu to tam (2002) - Edek
- Cudzoziemiec (2002) - steward
- Miss mokrego podkoszulka (2002) - mężczyzna w kiosku Danieli
- Warszawa (2003) - szpakowaty rozmawiający przez komórkę
- Rozwód czyli odrobinę szczęścia w miłości (2003) - Jan Polok
- Karol. Człowiek, który został papieżem (2004) - urzędnik PZPR
- Jan Paweł II (2005) - abp Stanisław Dziwisz
- Skorumpowani (2008) - "Pasza"
- Zero (2009) - klient prezesa
- Generał Nil (2009) - Bolesław Bierut
- Wygrany (2011) - Max Runyon, manager Olivera
- Jeziorak (2014) - patolog
- Modelka (2015) - lokaj
- Persona non grata (2015) - Jan Zwartendijk, konsul honorowy Holandii na Litwie
- Maria Skłodowska-Curie (2016) - przewodniczący Akademii
- Dywizjon 303. Historia prawdziwa (2018) - barman Ansel
- Jak poślubić milionera (2019) - Boguś, szofer milionera
- Treasure (2024) - Antoni Ulicz
- Skarbek (2024) - rolnik

### Role - seriale telewizyjne
- W krainie Władcy Smoków (1997) - Lem (odc. 1, 12-15)
- Klan (1998) - William Scott, agent FBI (odc. 115, 116)
- Anna Karenina (2000) - Michaił, służący Kareniny
- Na dobre i na złe (2002) - robotnik (odc. 97)
- Zaginiona (2003) - Keats, urzędnik Ambasady Kanady (odc. 7)
- Na Wspólnej (2003) - kolega Włodka (odc. 9-10)
- Oficer (2004) - Hudson, oficer policji nowojorskiej goszczący w Polsce (odc. 13)
- Dziupla Cezara (2004) - żebrak (odc. 10)
- Czwarta władza (2004) - Piotr Reiter, współpracownik Zielenieckiego
- Czego boją się faceci, czyli seks w mniejszym mieście (2004) - "makler Max Sandauer" (seria 2 odc. 1)
- Pierwsza miłość (od 2004) - Igor Raszyński, szef koncernu farmaceutycznego "Pharma Best" (odc. 1076, 1080-1081)
- Wiedźmy (2005) - opiekun strusia (odc. 12)
- Kryminalni (2005) - Gustaw Mozer (odc. 14)
- Boża podszewka II (2005) - sąsiad (odc. 11)
- Okazja (2006) - Goldberg (odc. 16)
- Wojna i pokój (2007) - Gierasim
- Prawo miasta (2007) - pokerzysta Oleksowicz (odc. 16)
- Pitbull (2007) - Roman Kozłowski (odc. 6)
- Determinator (2007) - "Neon" (odc. 7, 10-11)
- Tylko miłość (2007-2009) - inspektor Grzybowski
- Skorumpowani (2008) - "Pasza"
- Święty Augustyn (2009) - Possidus
- Plebania (2009) - prezes (odc. 1423)
- Ojciec Mateusz - dwie role:
  - "Dorian" - odc. 22 (2009)
  - muzyk Jakub - odc. 135 (2014)
- Naznaczony (2009) - jubiler (odc. 11)
- Licencja na wychowanie (2010) - bezdomny Edward Górczyński (odc. 12)
- Instynkt (2011) - Stanisław Matusiak (odc. 12-13)
- Barwy szczęścia (2011) - Norman, przyjaciel Rafała Gordona (odc. 613, 615, 626, 667)
- Szpilki na Giewoncie (2012) - Klemens, wuj Mateusza (odc. 42-49, 52)
- Prawo Agaty (2013) - Ryszard, kolega Lucjana (odc. 33)
- Komisarz Alex - dwie role:
  - Gawryłow - odc. 36 (2013)
  - Robert Kubicz - odc. 149 (2019)
- Dzwony wojny (2014) - Peter (odc. 1)
- Blondynka (2014) - ojciec Krisa (odc. 28)
- Prokurator (2015) - Lisowski (odc. 5)
- Strażacy (2016) - Eugeniusz Wójcik, sąsiad Janiny (odc. 19)
- Druga szansa (2016) - właściciel kawiarni (II sezon, odc. 3)
- Lekarze na start (2017) - Ludwik, brat Bolesława (odc. 21)
- Diagnoza (2018) - profesor Goldman (II sezon, odc. 15-16, 21)
- Korona królów (2018) - Eljasz (1-5, 7-8, 12, 14-17, 21-22, 25, 30, 34-35, 38, 40-43, 45, 47, 52, 56-57, 59-63, 65-67, 75-80, 87-88, 94-95, 104, 106-107, 114, 121-123, 125-129, 131, 133-137, 141-142, 150-154, 159, 162, 165, 170, 172, 175-177, 182, 186-187, 189, 191, 193, 196, 198, 205, 207-209, 212, 220, 234)
- Osiecka (2020) - redaktor tv (odc. 8)
- Bez skrupułów (2020) - Jerzy Berger (odc. 2-4)
- The Office PL (2021) - członek zarządu (odc. 21)
- Behawiorysta (2022) - emerytowany komisarz w ośrodku wypoczynkowym (odc. 6)
- Furia (2023) - Jan Sikora (odc. 5-6)

### Reżyseria, scenariusz, kierownictwo produkcji
- 4 w 1 (1999) - reżyseria, scenariusz, dialogi, kierownictwo produkcji
- Rozwód czyli odrobinę szczęścia w miłości (2003) - kierownictwo produkcji

Źródło: Film Polski